# (Z)-stilben
(Z)-Stilben, také nazývaný cis-stilben, je organická sloučenina se vzorcem C6H5CH=CHC6H5. Z hlediska struktury obsahuje její molekula dvojici fenylových skupin napojených na ethen-1,2-diylovou skupinu na stejných stranách dvojné vazby; vzniká tak (Z) geometrický izomer, čímž se sloučenina liší od trans-stilbenu, který má fenyly na opačných stranách a vykazuje tak (E) stereochemii.

## Izomery

Fotochemická izomerizace stilbenu

Stilben má dva stereoizomery; trans-1,2-difenylethen, neboli (E)-stilben či trans-stilben, a cis-1,2-difenylethen, neboli (Z)-stilben či cis-stilben. Cis-stilben vykazuje výrazné sterické efekty mezi aromatickými kruhy, které brání konjugaci, v důsledku čehož je tento izomer méně stabilní.
cis-Stilben je za pokojové teploty kapalný, s teplotou tání 5–6 °C, zatímco trans-stilben je krystalickou pevnou látkou, tající až při 125 °C.

## Vlastnosti
- Stilben vykazuje chemické vlastnosti obvyklé pro diaryletheny.
- Stilben se může působením ultrafialového záření fotoizomerizovat.
- Stilben se může vnitromolekulárně fotocyklizovat v Malloryově reakci.
- (Z)-Stilben lze použít jako reaktant při elektrocyklických reakcích.

## Použití
Stilbeny se používají na výrobu dalších sloučenin, používaných jako barviva, optické zjasňovače, fosforescenční látky a scintilátory.
Stilben je jednou z látek používaných jako aktivní média v barvivových laserech.

### Výskyt
Přírodní deriváty stilbenů se nazývají stilbenoidy; do této skupiny patří například resveratrol a pterostilben.